# 交脈環蝶屬
交脈環蝶屬（Koh-I-Noor，學名：Amathuxidia）是閃蝶亞科環蝶族中的一個屬。大型棕色蝴蝶。分佈於印度、中國至蘇拉威西一帶。

## 物種
- 交脈環蝶 （Amathuxidia amythaon） (Doubleday, 1847)——又名藍環紋蝶
- 短闊交脈環蝶 （Amathuxidia plateni） (Staudinger, 1887)
- 森下交脈環蝶 （Amathuxidia morishitai） Chou & Gu, 1994